# East Leake
East Leake – wieś w Anglii, w hrabstwie Nottinghamshire, w dystrykcie Rushcliffe. Leży 14 km na południe od miasta Nottingham i 164 km na północny zachód od Londynu. Miejscowość liczy 7000 mieszkańców.